# Fatal Sky
Fatal Sky este un film SF thriller din 1990. Este cunoscut și ca  No Cause for Alarm și Vanished. A fost lansat direct-pe-video.

## Prezentare
În Norvegia, un avion militar s-a prăbușit în circumstanțe misterioase: În ultimul său mesaj pilotul a raportat mai multe lumini care cad din cer. NATO vrea să mușamalizeze incidentul, dar celebrul moderator TV George Abbot și nu mai puțin persistentul jurnalist Milker simt că este vorba despre o poveste senzațională despre OZN-uri și încep să se infiltreze peste tot cu ajutorul pilotului McNamara.

## Legături externe
- Fatal Sky at IMDB

## Vezi și
- 1990 în științifico-fantastic

Format:Antony I. Ginnane